# Hoắc Tuấn
Hoắc Tuấn (chữ Hán: 霍峻; bính âm: Huo Jun; 177-216) là tướng dưới quyền quân phiệt Lưu Biểu và Lưu Bị thời Tam Quốc trong lịch sử Trung Quốc.

## Sự nghiệp
Hoắc Tuấn có tên tự là Trọng Mạc (仲邈), người Chi Giang, Nam Quận (thuộc Kinh châu). Anh ông là Hoắc Đốc, từng ở trong thôn chiêu tập mấy trăm người làm thuộc hạ. Sau khi Hoắc Đốc chết, Lưu Biểu lệnh cho Hoắc Tuấn thống lĩnh những người này.
Năm 208, Lưu Biểu chết, Hoắc Tuấn dẫn quân đi theo Lưu Bị, được phong làm Trung lang tướng. Năm 212, Lưu Bị vào Tây Xuyên, Hoắc Tuấn đi theo.
Theo đề nghị của Lưu Chương để chống Trương Lỗ, Lưu Bị lãnh binh đi lên phía bắc, dừng lại ở ải Hà Manh. Năm 213, Lưu Bị trở mặt đánh Lưu Chương, từ ải Hà Manh tiến xuống phía nam tập kích Lưu Chương, lệnh cho Hoắc Tuấn ở lại giữ Hà Manh. Trương Lỗ từ Hán Ninh sai tướng Dương Bạch dụ ông đầu hàng, ông trả lời: "Lấy được đầu ta chứ không lấy được thành đâu".
Dương Bạch đành trở về. Sau đó Lưu Chương sai các tướng Phù Cấm, Hướng Tồn dẫn hơn vạn người từ trên Lăng Thủy vây đánh ải Hà Manh. Hoắc Tuấn kiên cường phòng thủ, quân Lưu Chương đánh hơn một năm vẫn không thể hạ được.
Trong thành của Hoắc Tuấn quân sĩ chỉ có mấy trăm người, chờ lúc sơ hở, lựa quân tinh nhuệ xuất kích, đại phá địch, chém đầu Hướng Tồn.
Năm 214, Lưu Bị hoàn thành việc chiếm đất Thục, khen thưởng công Hoắc Tuấn, chia quận Quảng Hán lập ra quận Tử Đồng, phong Hoắc Tuấn làm Thái thú Tử Đồng, Tì tướng quân.
Năm 216, Hoắc Tuấn qua đời, lúc đó ông 40 tuổi. Hoắc Tuấn được an táng tại Thành Đô. Lưu Bị rất thương tiếc ông, đích thân dẫn quần thần tới điếu tế và ngủ lại mộ ông. Con Hoắc Tuấn là Hoắc Dặc trở thành đại thần nhà Thục Hán.

## Trong Tam Quốc diễn nghĩa
Trong tiểu thuyết Tam Quốc diễn nghĩa của La Quán Trung, Hoắc Tuấn được giới thiệu là một bồi thần của Lưu Biểu, ông phục vụ cho Lưu Biểu đến khi Lưu Bị thay Lưu Biểu quản lý Kinh Châu. Khi Lưu Bị vào Xuyên, Hoắc Tuấn được cử đi theo làm chỉ huy quân sự cho quân của Lưu Bị. Hoắc Tuấn cùng với Mạnh Đạt được giao phòng thủ cửa ải Hà Manh quan chống lại sự xâm nhập của lãnh chúa Trương Lỗ ở Hán Trung.
Khi đó quân Trương Lỗ do Mã Siêu làm tiên phong dẫn ba vạn quân tiến tới Hà Manh quan. Hoắc Tuấn cùng Mạnh Đạt liệu sức không thể kháng cự đã gửi thư cầu cứu Lưu Bị chi viện. Lưu Bị đã cùng Trương Phi lên Hà Manh quan trợ chiến. Tại đây Hoắc Tuấn, Mạnh Đạt và Lưu Bị đã chứng kiến một cuộc giao đấu quyết liệt giữa Mã Siêu và Trương Phi.